# Disparèunia
Disparèunia és el coit dolorós tant en dones com en homes. Segons els casos, el dolor pot ser just abans, durant o després de la penetració vaginal o del seu intent. Engloba des de la irritació vaginal postcoital fins a un dolor profund. En realitat es tracta d'un símptoma que pot ser-ho de diversos problemes, sovint ginecològics, o bé provocats per infeccions o bé per alteracions hormonals, a més de conflictes de caràcter psicològic.
La disparèunia masculina (dolor en la ejaculació) és molt menys freqüent que la femenina, la qual afecta una de cada cinc dones en algun moment de la seva vida. Un cas particular n'és la disparèunia postpart, que es percep com una dolor superficial o intens durant el coit vaginal a les primeres setmanes posteriors al part (postpart), i que marxa a poc a poc per si sola.

## Tipus
La disparèunia es divideix en categories segons dos criteris:
- Temporalitat: El moment en què apareix a la vida d'una persona.[2]
- Situacionalitat: Les circumstàncies precises a les quals apareix.[2]

### Segons la temporalitat
- Primària: És la que apareix a l'inici de la vida sexual de la persona i, si no es tracta, continua al llarg del temps.[2]
- Secundària: És la que apareix a partir d'un moment donat en una persona que fins aleshores no patia dolor en aquestes situacions.[2]

### Segons la situacionalitat
- Global: És la que es presenta a totes les circumstàncies a les quals s'esperaria una resposta sexual, aquesta és absent i, per manca d'excitació, que a les dones comporta lubricació vaginal, cosa que provoca la dolor a l'intent de penetració vaginal.[2]
- Parcial: És la que es presenta a totes les circumstàncies excepte l'automasturbació.[2]
- Selectiva: És la que apareix només en determinades situacions o circumstàncies.[2]

### Segons el tipus de dolor
A més, es pot classificar la disparèunia segons el tipus de dolor, que pot donar pistes sobre quines són les seves causes. Així:
- La dolor a l'entrada de la vagina al moment de la penetració sol ser a causa de: vulvodínia, vaginisme o problemes de vies urinàries.[2]
- La dolor profunda sol indicar: endometriosi, adherències pèlviques, problemes d'ovaris i trompes, inflamació del cèrvix o problemes de l'úter.[2]
- La dolor superficial pot ser a causa de manca de lubricació i irritació vaginal, però aquestes poden provocar també dolor profunda.[2]
- La dolor durant el postpart indica en general una vulvitis de la dida.[2]
- La dolor intensa i cíclica amb les menstruacions indica endometriosi.[2]
- La dolor persistent un cop descartades totes les causes físiques indica causes psicològiques.[2]

## Problemes de salut que poden provocar disparèunia
La disparèunia pot ser indicador de nombroses deficiències o problemes de caràcter fisiològic o psicològic. Per exemple, la dolor s'associa amb un baix nivell d'autosatisfacció física i emocional, i en general amb una menor felicitat i benestar. D'altra banda, la majoria d'antidepressius actuen com a efecte secundari limitant l'excitació sexual, cosa que sol comportar també dolor al coit. També pot indicar problemes de parella, un deteriorament a les relacions sexuals o una educació que hagi provocat una actitud negativa front el sexe.
Entre algunes de les possibilitats físiques més freqüents hi ha:
- Vulvodínia: Dolor, com ardor o irritació, a l'entrada de la vagina o la vulva, generalment en fer pressió sobre la vulva, per exemple en muntar en bicicleta, amb roba molt ajustada, o en segons quines posicions en seure.[2] La mutilació genital femenina.
- Vaginisme: La dolor localitzada a l'entrada de la vagina com a conseqüència d'una contracció involuntària dels músculs pelvians.[2]
- Atròfia vaginal i problemes de lubricació: És freqüent al climateri a causa de la deficiència d'estrògens que provoca. La sensació és de sequedat i irritació de la vagina, que fa mal quan és fregada en entrar-hi el penis o una altra cosa.[2]
- Quists als ovaris: La dolor és profunda i es pot sentir només en un costat o a ambdós.[2]
- Inflamació de les trompes de Fal·lopi: Com al cas dels quists, la dolor és profunda i es pot sentir només en un costat o a ambdós.[2]
- Alteracions a l'úter: Poden ser miomes, pèrdua de la tensió dels músculs que fixen l'úter dins de l'abdomen o per inflamació de l'úter.[2]
- Inflamació del cèrvix: La inflamació del coll uterí, produïda sovint per una infecció, causa una dolor profunda.[2]
- Inflamació de la pelvis: També sol ser per una infecció.[2]
- Trastorns de les vies urinàries: Després de cirurgies, o per infecció o inflamació.[2]
- "Adherències" a la pelvis: Després d'una intervenció quirúrgica o d'una infecció a òrgans de la pelvis, els teixits dels diferents òrgans (per exemple, els ovaris o les trompes de Falopi) cicatritzen de manera que es poden "soldar" a altres estructures. Això fa que perdin la seva mobilitat normal i que, en "tibar", facin mal.[2]

## Tractament
L'ús de lubricants vaginals pot alleujar el problema. Es sol recomanar l'ús de lubricants de base aquosa. L'ús de gels de pH equilibrat també ha mostrat millores en alguns casos.
En el cas de dolor degut a una sequedat vaginal causada per la postmenopausa, es pot utilitzar teràpia hormonal substitutiva, és a dir, tractament amb estrògens.